# Organ-Pipes-Nationalpark
Der Organ-Pipes-Nationalpark (OPNP) ist ein Nationalpark im Süden des australischen Bundesstaates Victoria (Australien) und hat eine Fläche von 121 Hektar. Er wurde vorwiegend zur Bewahrung der angestammten Flora und Fauna, sowie Erhaltung der geologischen Besonderheiten am Jackson Creek, einem Quellfluss des Maribyrnong River im Nordwesten Melbournes, geschaffen. Er liegt in einer tiefen Klamm auf den unfruchtbaren Keilor Plains.
Im Park gibt es 400 Mio. Jahre altes vulkanisches Gestein, das die besonders sechseckige Basaltsäulen, die „Organ Pipes“, ausformte. Sie sind in Lagen angeordnet, als wären sie zusammengeschweißt worden. Die Felsformationen wurden langsamen Eingraben des Maribyrnong River in die Basalthochfläche freigelegt, das einige Jahrhunderte dauerte. Das Studium der Fossile im Vulkangestein führte zu der Erkenntnis, dass das Gebiet vor ungefähr 400 Mio. Jahren vom Meer bedeckt gewesen sein muss.
Eine Unterstützergruppe, die Friends of Organ Pipes (FOOPS), beteiligt sich an der Wiederansiedlung der ursprünglichen Flora und Fauna im Park und ergänzt damit die Arbeit von Parks Victoria, unter denen die Organ Pipes zum Nationalpark erklärt wurden. Der Park ist für die ganze Region als „Lehrzentrum über Geologie, Flora und Fauna der Keilor Plains, sowie die Sanierung von zerstörten Naturräumen“ wichtig. Mit seiner Eintragung in die IUCN-Liste der Vereinten Nationen für Nationalparks und geschützte Gebiete unter Kategorie III (Naturdenkmäler) wurde die Notwendigkeit, besondere Naturräume zu erhalten und zu bewahren, anerkannt.
Der Nationalpark wird von Parks Victoria verwaltet.

## Geografie

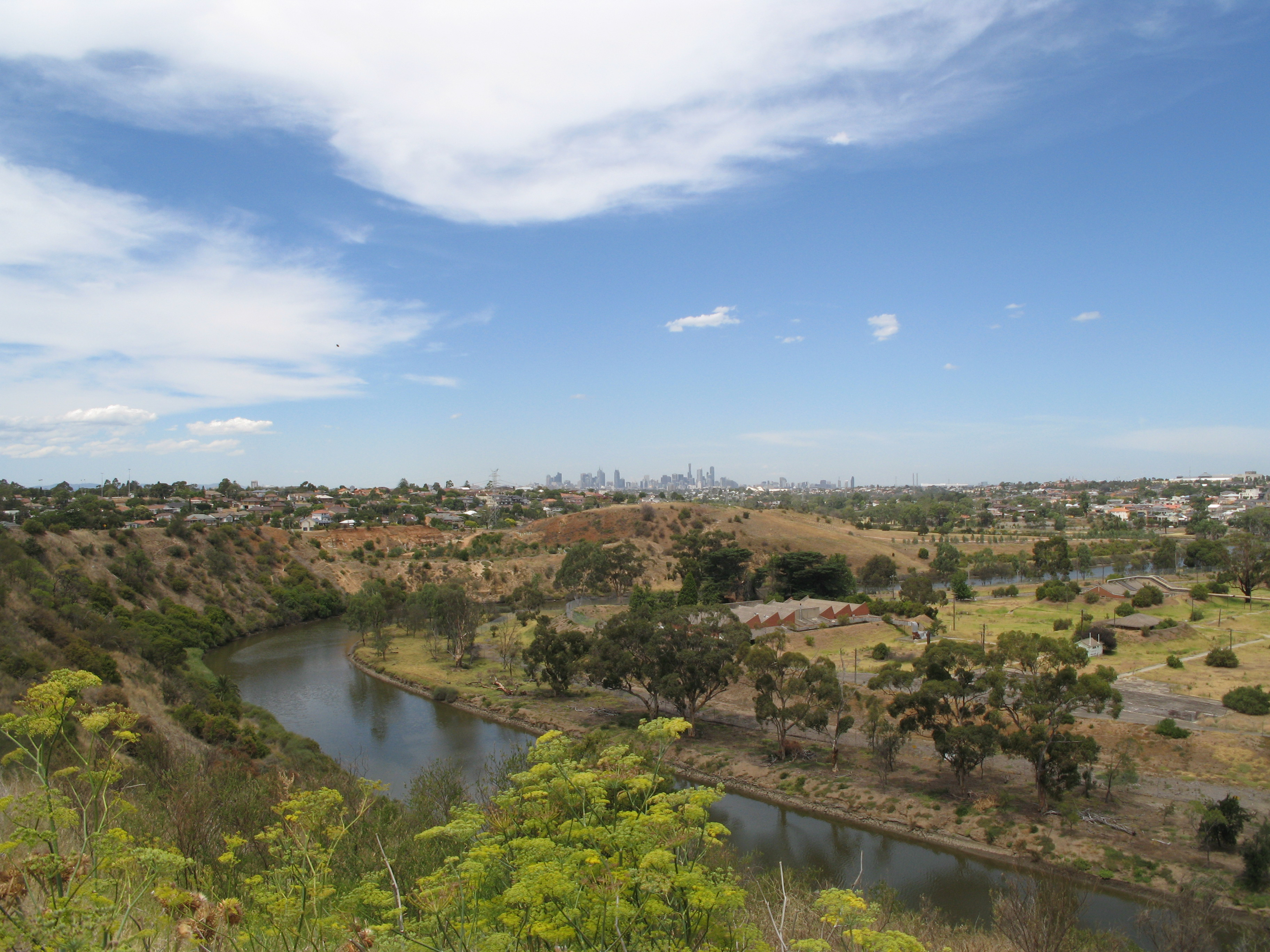
Der Maribyrnong River auf seinem Weg durch den Stadtteil Essendon West in Melbourne

Der Nationalpark liegt ca. 20 km nordwestlich der Innenstadt von Melbourne und ist vom Calder Highway aus erreichbar. Der Jackson Creek, der das Zentrum des Parks bildet, grenzt im Norden an die Local Government Area Hume City und im Süden an die Local Government Area Brimbank City. Der Deep Creek und die Keilor Plains gehören ebenfalls zur Umgebung. Weitere Grünflächen in der Umgebung sind die Holden Flora Reserve (65 ha), die Holden School Site (25 ha), die Derimut Grassland Reserve (154 ha) und die Laverton and North Grassland Reserve (52 ha).
Der Organ-Pipes-Nationalpark liegt direkt neben der M79 (Calder Freeway). Das Straßennetz rund um den Park besteht aus dem Calder Freeway im Süden und dem Calder Park Raceway ebenfalls südlich, aber näher am Eingang.
Von den 121 ha Gesamtfläche sind 107,3 ha (88,6 %) Schutzfläche, 13 ha (10,8 %) Freizeitfläche, 0,7 ha (0,6 %) Besucherzentrum und 2 ha (1,6 %) Wirtschaftsfläche.
Der Park wird vom Jackson Creek, dem Deep Creek und dem Emu Creek entwässert. Dies sind die Quell- und Nebenflüsse des Maribyrnong River, der ein Einzugsgebiet von 1.300 km² besitzt.

## Klima
Der Park liegt in einem Regenschattengebiet. Laut den Aufzeichnungen vom nahegelegenen Flughafen Melbourne seit 1972 liegt die jährliche Regenmenge im Park durchschnittlich bei 580 mm. Regen fällt vorwiegend im Winter und Frühjahr. Gelegentlich gibt es auch heftige Regenfälle in diesem Gebiet, so etwa im September 1993, als schwere Überschwemmungen im Maribyrnong Valley einen Teil der Vegetation fortspülten, die Aussichtsplattform mit sich rissen und die Bachufer beschädigten.

## Geschichte

### Vor der Einwanderung der Europäer
Die früheste Besiedlung fand durch die Aborigines der Woiwurrung der Kulin-Allianz in den Tälern des Yarra River und des Maribyrnong River statt. Der Jackson Creek bildete einen Teil der Grenze zwischen den Gebieten der Marin-Bulluk und der Wurundjeri-Willam. Sie waren Jäger und Sammler, die von den Pflanzen und Tieren des Waldes lebten und so die Umwelt bereits bis zu einem gewissen Grad schädigten. Damals wurden auf den Keilor Plains das Themeda-Gras und Federgräser angepflanzt und jedes Jahr nach dem Abbrennen wieder gesät. Klima und Regenfälle begünstigten das Wachstum der angestammten Grassorten auf der weiten Ebene. Tierarten wie Kängurus, Dingo, Beuteltiger, Nasenbeutler und Schnabeltier waren allgemein verbreitet. Vogelarten wie Kakadu, Jägerlieste, Wachtel, Fink und Habicht diente er als Lebensraum. Die Vegetation mit Wiesen voller blühender Pflanzen war auch üppig.
Die Anwesenheit von Ureinwohnern wurde durch archäologische Funde von Lagerplätzen und einzelner Artefakte im Park nachgewiesen. Die Umgebung des Jackson Creek bot Unterschlupf, Wasser und viele Nahrungsquellen für die ursprüngliche Besiedlung.

### Nach der Besiedlung durch Europäer
Anfang des 19. Jahrhunderts ließen sich europäische Siedler aus Tasmanien in der Gegend nieder. Sie waren hauptsächlich für die Einschleppung verschiedener exotischer Tier- und Pflanzenarten in das Gebiet verantwortlich. Dies taten sie, weil sie das Land öde und mit eigenartigen Tieren wie Kängurus bevölkert fanden. Sie führten ganz neue Pflanzenfamilien, wie Bocksdornhecken für Grundstücksbegrenzungen und Bäume wie Eichen, Weiden und Pinien, ein, um eine Umgebung wie in ihrer früheren Heimat zu schaffen. Kängurus wurden gejagt, Kaninchen und andere Tiere wegen ihrer wertvollen Felle getötet. Dies schädigte die angestammte Flora und Fauna nachhaltig. Es heißt, dass „hohes Artischockengestrüpp die Bachtäler und -hänge bedeckte, Andorn und Schwarznessel sich überall ausgebreitet hatte, Bocksdorne Hänge und Ebenen bedeckten und anderes Unkraut die Taleinschnitte füllte. Erosionsrinnen gruben sich in die Hänge. Unrat sammelte sich hier und dort an.“
Damals gab es eine Siedlung bei den Organ Pipes und eine Hängebrücke über den Jackson Creek, um die Schule und die umgebenden Felder zu erreichen. Die Familie Hall lebte hier von 1870 bis in die 1920er Jahre; ihre Pflaumenbaumhaine gibt es noch heute. Die Zeit der europäischen Siedler ist auch durch Überreste in Form von Basaltmauern gekennzeichnet. Die Holzhütten im Park wurden von den Halls gebaut, später lebte die Familie Hayes darin, und ein Jackson-Bay-Feigenbaum steht neben dem Besucherzentrum. Die Familie Bartlett lebte hier von 1934 bis 1948 und der letzte Eigner war E. A. Green. Sein Grundstück wurde Kroneigentum und Eigentum der E. A. Green Charitable Foundation und wurde schließlich 1972 dem Organ-Pipes-Nationalpark übereignet.

### Nationalpark
Um die Umweltschädigungen zu beseitigen, beschlossen die gut meinenden umweltbewussten Bürger, das Gebiet zu sanieren. Der erste Schritt dazu war die Umwandlung einer Fläche von 65 Hektar, das die E. A. Green Charitable Foundation zur Verfügung gestellt hatte, in einen Nationalpark. Am 12. März 1972 wurde unter Kapitel 2 des National Parks Act 1971 (Vic.) das Land zum Nationalpark erklärt. Dieser Erlass hatte mehrere Ziele, sah aber insbesondere die Verbesserung des Ökosystems durch direkte und indirekte Eingriffe vor. Ein direkter Eingriff war das Pflanzen von einheimischen Pflanzen und Setzlingen, ein indirekter das Jäten von Unkraut. Dadurch sind heute die angestammten großen Pflanzen und das Unterholz wieder etabliert.
20 Hektar kamen 1978 nach dem National Parks (Amendment) Act 1978 (Vic.) dazu, und weitere 36 Hektar Land in Staatsbesitz (Crown Land) einschließlich der extra für den Park gekauften Grundstücke wurden am 4. Juni 1997 hinzugefügt. Der National Parks Act schreibt dem Direktor des Parks vor, „die natürliche Umwelt des Parks und seine Natur- und anderen Denkmäler zu bewahren und zu schützen“. Das Gesetz setzt neben der notwendigen Forschung auch die Nutzung des Parks durch die Öffentlichkeit für Freizeit und Bildung fest. Der Park gilt auch als „geologisches Denkmal“.
Die Wahl fiel auf diesen Standort wegen der interessanten geologischen Erscheinungen wie den Organ Pipes und des Tessalated Pavement.

## Geologie

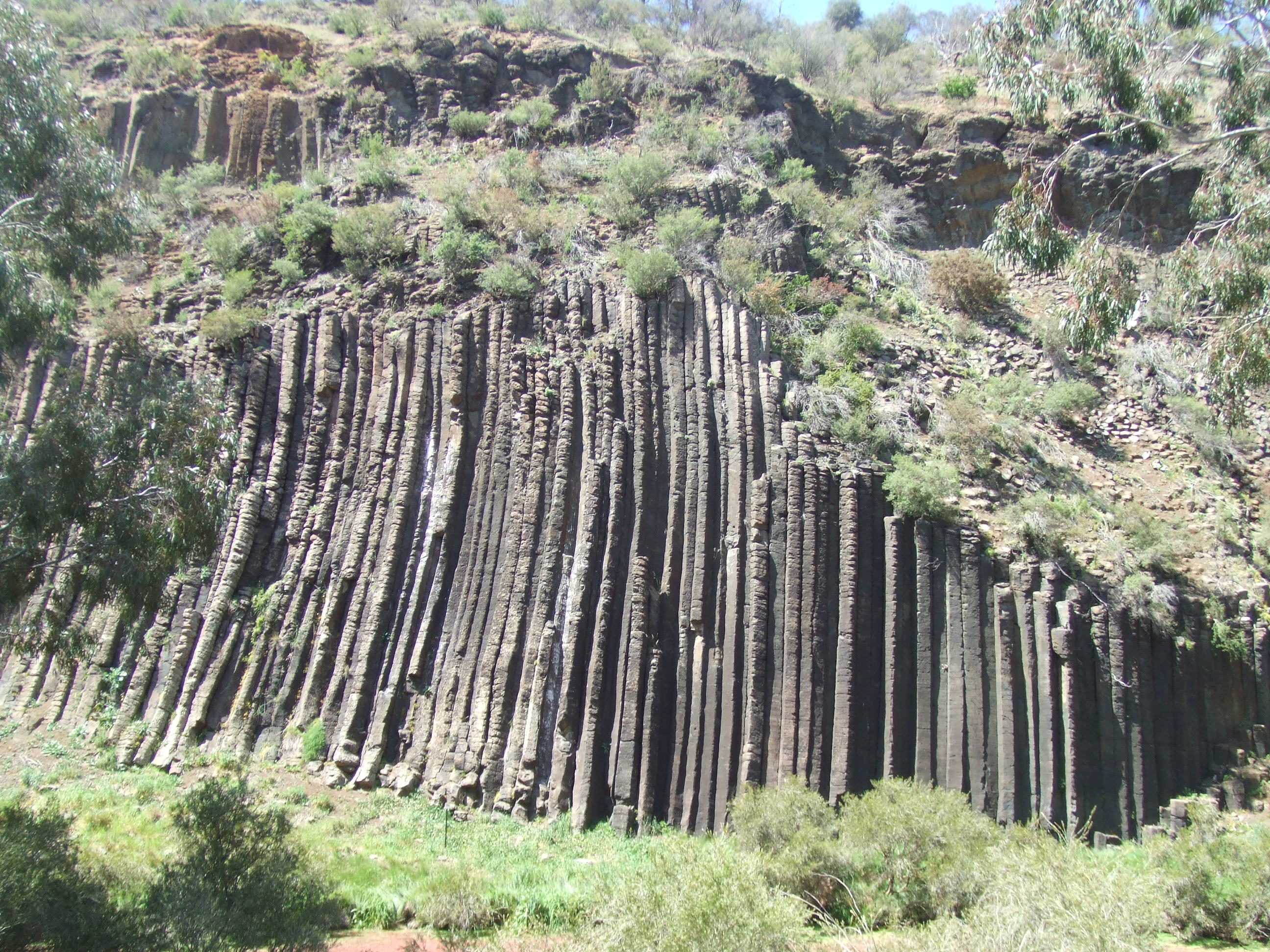
Geologische Formation der Organ Pipes

Die Keilor Plains, wo sich die geomorphologischen und geologischen Sehenswürdigkeiten befinden, gehören zu den größeren Western Volcanic Plains in South Australia, die als drittgrößtes Lavafeld der Welt gelten. Dieses Feld entstand bei sich wiederholenden Lavaausstößen vor mehr als einer Million Jahre (Tertiär (Geologie)|Jungtertiär), die steil abfallende Sedimentfelsen aus den Zeiten des Ordovizium bis zum Silur überlagerten. Darin hat sich der Jackson Creek tief eingeschnitten.
Sedimentfelsen und Fossile, die man im Park gefunden hat, werden ebenfalls auf ein Alter von 400 Mio. Jahren datiert. Sie sind ein Zeichen, dass dieses Gebiet einmal Teil eines Meeres war. Die Felsen im Park sind meist von dunkelgrauer oder brauner Farbe. Graptolithen werden als fossile Meeresschnecken, Meereswürmer oder ausgestorbene Schwebetierchen angesehen. Etwa vor einer Million Jahren haben sich riesige Lavaströme aus den umgebenden Vulkanen, die Trapp genannt werden, über das Land ausgebreitet.
Offene Felsen aus Schlammstein und verbundenen Basaltstrukturen gibt es an vielen Stellen in Form von Basaltklippen, Geröllhalden und sedimentären Schichtstufen. Im Park sind mehrere solche geologische Sehenswürdigkeiten, die alle vulkanischen Ursprungs sind, zu sehen:

### Organ Pipes
Der Jackson Creek, der sich mit dem Deep Creek zum Maribyrnong River vereinigt, hat langsam ein tiefes Tal in die Basalthochfläche aus hartem, dunklen Fels gegraben und die alten vulkanischen Formationen wie die sechseckigen Basaltsäulen der „Organ Pipes“ (deutsch Orgelpfeifen) freigelegt. Die Lavaablagerungen sind im Bachbett rund 70 Meter hoch. Als die Lava sich im Verlauf einiger Jahre abkühlte, isolierte die äußere, schon abgekühlte Schicht das noch flüssige Innere, das sich zu exakten, gleichartigen Basaltsäulen entwickelte, als es ebenfalls abkühlte. Die Abkühlung bewirkte ein Schrumpfen und dieses Schrumpfen verursachte – wie wissenschaftlich nachgewiesen wurde – Spannungen im Fels. Vertikale Spannungen konnten vom elastischen, geschmolzenen Felsen unten noch ausgeglichen werden, aber nicht die horizontalen Spannungen, und so sprang der Basalt. Üblicherweise springt der Fels in sechseckigen Strukturen, aber es gibt auch achteckige Säulen. Weitere Kontraktion entstand, als der Fels seine Resthitze abgab; die Spannungen entluden sich in horizontalen Rissen, was einige Felsen wie Stücke holländischen Käses aussehen lässt. Heute ragt die Felsengebilde bis zu 20 Meter auf und gilt als bestes Beispiel für verbundene Säulen in Victoria.
Die ungewöhnliche Form der Organ Pipes am Jackson Creek ist auf die seltene Säulenstruktur zurückzuführen, die nur an Stellen zu Tage tritt, wo ein Wasserlauf das nachvulkanische Tal geschaffen hat. Die Organ Pipes heißen so, weil sie wie Pfeifen einer Orgel aussehen. Der Durchmesser jeder Pfeife in der Formation beträgt ungefähr einen Meter. Nur einige Säulen liegen exakt vertikal, während die meisten anderen kleinen Säulen in der Umgebung schräg oder horizontal angeordnet sind.

### Tessellated Pavement
Das Tessellated Pavement  (deutsch Mosaikplattenbelag) ist eine Anordnung von Basaltsäulen, die durch die Erosion durch den Jackson Creek entstand. Man kann sie in Form eines Mosaikplattenbelages ca. 750 Meter bachaufwärts von den Organ Pipes sehen. Durch die vielen Besucher wird sie vermutlich mit der Zeit beschädigt.

### Rosette Rock
Der Rosette Rock ist eine Basaltrosette, eine radiale Anordnung von Basaltsäulen. Er liegt etwa 500 Meter bachaufwärts von den Organ Pipes und ist ein überhängender Felsen am nördlichen Bachufer. Auch er ist aus Basalt, aber die radiale Anordnung der Säulen erinnert an die Speichen eines riesigen Rades. Seine Entstehung wird dem Abkühlen „einer Lavatasche, vermutlich in einer kugelförmigen Höhle, die ein früherer Lavastrom formte“, zugeschrieben.

### Scoria Cone
Der Scoria Cone (deutsch Vulkankegel) aus Basalt beim Parkplatz am Eingang des Parks ist ein Überbleibsel einer verwitterten Kegelform. Der Parkplatz liegt vermutlich auf den Resten des verwitterten Vulkankegels. Die Erklärung dieses Phänomens ist, „dass etwa zur selben Zeit, als die größeren Vulkane im Norden Lava hervorbrachten (ca. vor 800.000–1 Mio. Jahren), dieser Kegel in einer Serie von Explosionen geschmolzenes Felsgestein ausstieß, das den Vulkankegel formte. Der Scoria Cone ist bräunlich und der dortige Basalt hat viele Lufteinschlüsse, die von den Gaseinschlüssen der flüssigen Lava stammen.“.

### Sandsteinschicht
Die Sandsteinschicht im Jackson Creek wird auf ca. 400 Mio. Jahre datiert. Sie besteht aus Quarz- und Quarzitkieseln. Zu sehen ist sie auf dem halben Wege zwischen dem Parkplatz und den Organ Pipes. Die Schicht ist Teil einer tiefen Rinne, einem früheren Bachbett, das von einem Lavastrom begraben wurde und später durch die Eingrabung des Jackson Creek wieder ans Tageslicht kam. In solchen Rinnen wurde während des Goldrausches in Ballarat nach Gold gegraben.

### Vulkanische Böden
Die vulkanischen Böden im Park bildeten sich auf dem Basaltfelsgrund, finden sich in den Tälern und haben ganz flache Hänge. Die Bodentypen werden als zonale Typen klassifiziert, die rotbraune Erde (dominanter Typ im Park mit geringer Durchlässigkeit), graue Erde (in flachen Zonen, mit großer Durchlässigkeit) und gleichförmige mittelgrobe Lehme (an steilen Südhängen von geringer Schichtdicke und gut entwässert) klassifiziert. Azonale Typen aus alluvialen Erden (fruchtbare Erden im Park, bestehend aus Lehm und Kieseln, die sich für die Kultivierung toleranter Pflanzenarten, wie dem Fluss-Eukalyptus, dem Fluss-Zylinderputzer), colluvialen Erden (am Fuß von Steilhängen, von dunkelgrauer oder dunkelbrauner Farbe, für viele Pflanzenarten geeignet) und Lithosole (rotbraune Erden an Steilhängen, geeignet für Bocksdorne und Akazien), sowie andere Lithosole aus präbasaltischen Sanden und Kieseln (am Grunde des Grey Box Gully und in den unteren Hängen am Jackson Creek) kommen ebenfalls vor.
Die Böden im Park leiden unter Erosion, Verkrautung, Nutzung durch den Menschen und Höhlenbau durch Tiere, teilweise durch Kaninchen. Auf Grund ihrer geringen Rückhaltefähigkeit für Wasser sind sie für den Anbau der meisten Pflanzen ungeeignet. Der Versteppung begegnete man durch ausgedehnte Wiederanpflanzung.

## Flora

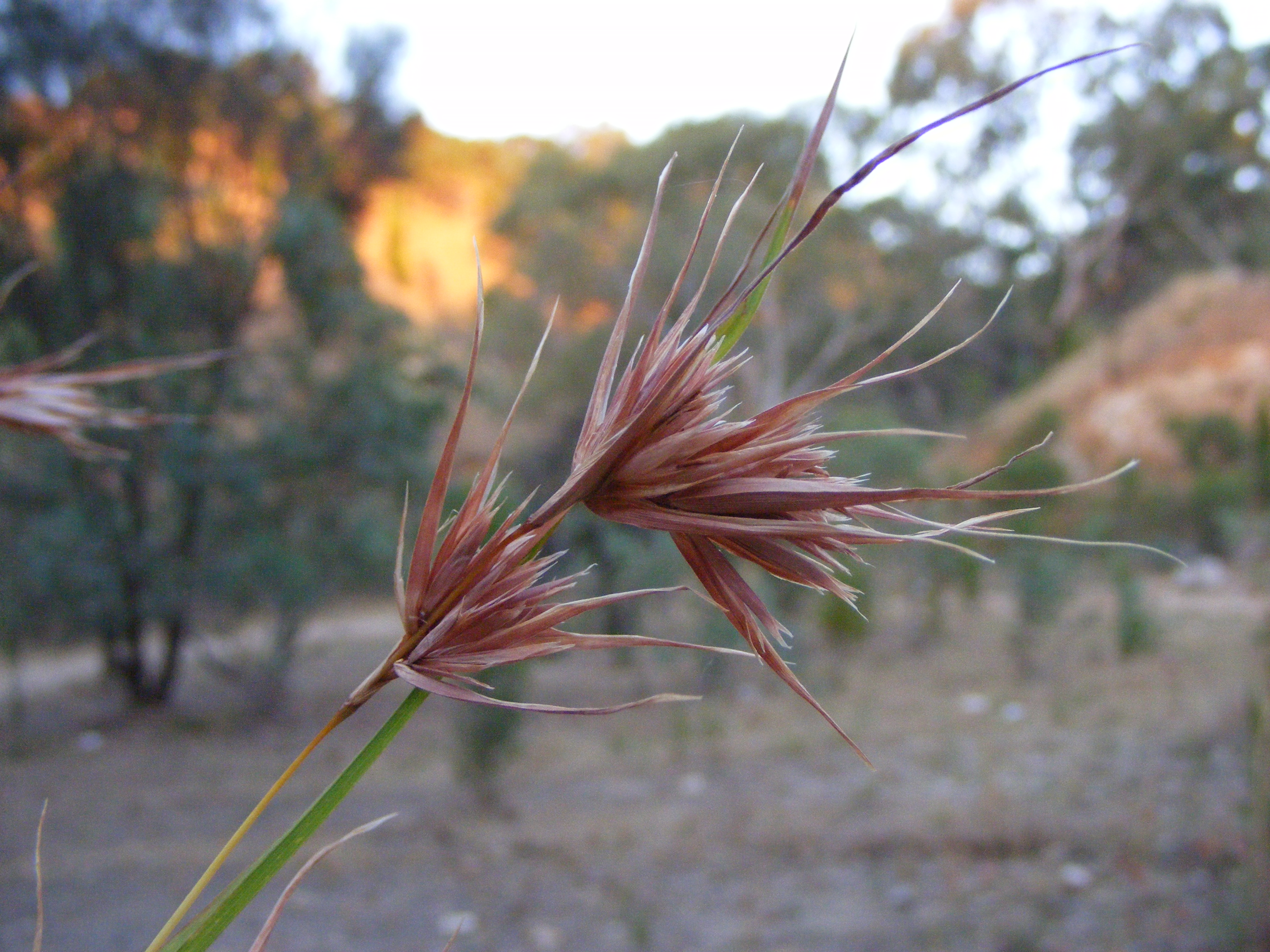
Kängurugras (Themada triandra)

Die intensive Wiederansiedlung einheimischer Pflanzen in einer sonst versteppten Ebene mit Unkraut (in der es als einheimische Pflanzen hauptsächlich Disteln und Bocksdorne gibt) begann mit der Ausweisung des Gebietes als Nationalpark im Jahre 1972. Die Arbeit wurde mit der Entfernung eingeschleppter Pflanzenarten und der Wiederanpflanzung der natürlichen Vegetation fortgesetzt. Seit 2002 werden große Gebiete wieder mit Bäumen und Buschland bepflanzt, systematische Pflanzungen von einheimischen Grasarten, Bäumen und anderen Pflanzen begann, sodass große Schwaden von Kängurugras (Themada trianda) entstanden. Das nun seit Jahrzehnten durchgeführte Wiederanpflanzungsprojekt zeigt Resultate im Entstehen vieler Ökosysteme. Man kann sieben Akazienarten gleichzeitig blühen sehen, ebenso wie viele andere einheimische Pflanzen.
Sechs Typen von Vegetation, entsprechend dem Wiederanpflanzungsprogramm, das die Parkverwaltung mit Hilfe des FOOPS durchgeführt hat, finden sich in drei Zonen von Landformen, die die Böden, die sich aus den unter ihnen liegenden geologischen Schichten ergeben, zeigen. Diese Landformen sind die Ebenen und die Steilhänge. Seit der Ausweisung als Nationalpark hat sich ein Gesamtbild blütenreicher Vielfalt ausgebreitet, das aus 124 einheimischen Pflanzenarten, einschließlich 20 seltener oder bedrohter besteht. Einige wichtige dieser Arten im wieder geschaffenen Grasland der Basaltebene sind das Windmühlengras (Chloris truncate), das Rotfußgras (Bothriochloa macra; von roter oder purpurner Farbe, wächst im Spätsommer), das Wallabygras (Danthonia), das Seidengras oder Queensland Bluegrass (Dicanthium sericeum), das Kängurugras (Themeda triandra; Gras mit hohem Proteinanteil) und die Murraypinie (Callitris glaucophylla).
An den Ufern des Jackson Creek gibt es verstreute einheimische Pflanzenarten wie den Roten Eukalyptus (auch Manna-Eukalyptus oder Schwarzakazie) im Auwald, Riedarten sowie Busch- und Grasland. Eine weiße Schmuckzypresse, eine der beiden im Raum Melbourne vorkommenden Arten, steht auch in diesem Tal. Seidengras und Rotfußgras finden sich ebenfalls im Park im Anschluss an den Sydenham Park.
Das Wachstum der natürlichen Vegetation beeinträchtigt allerdings die Sicht auf die geologisch interessanten Formationen.

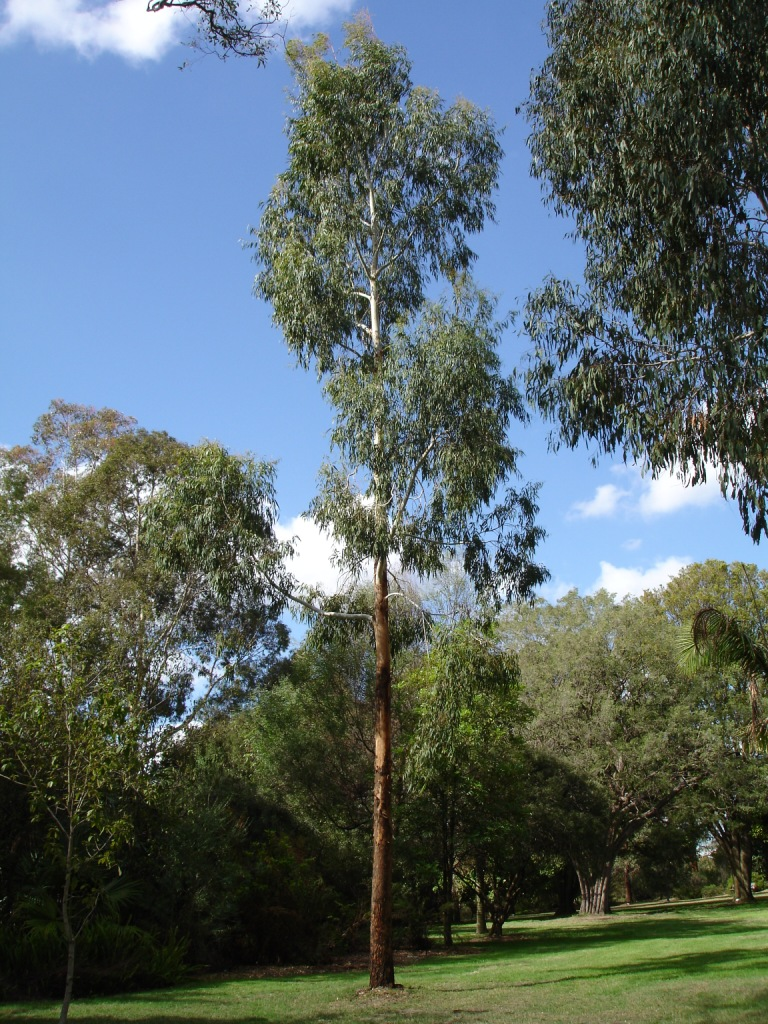
Manna Gum (Eukalyptus vinimalis)
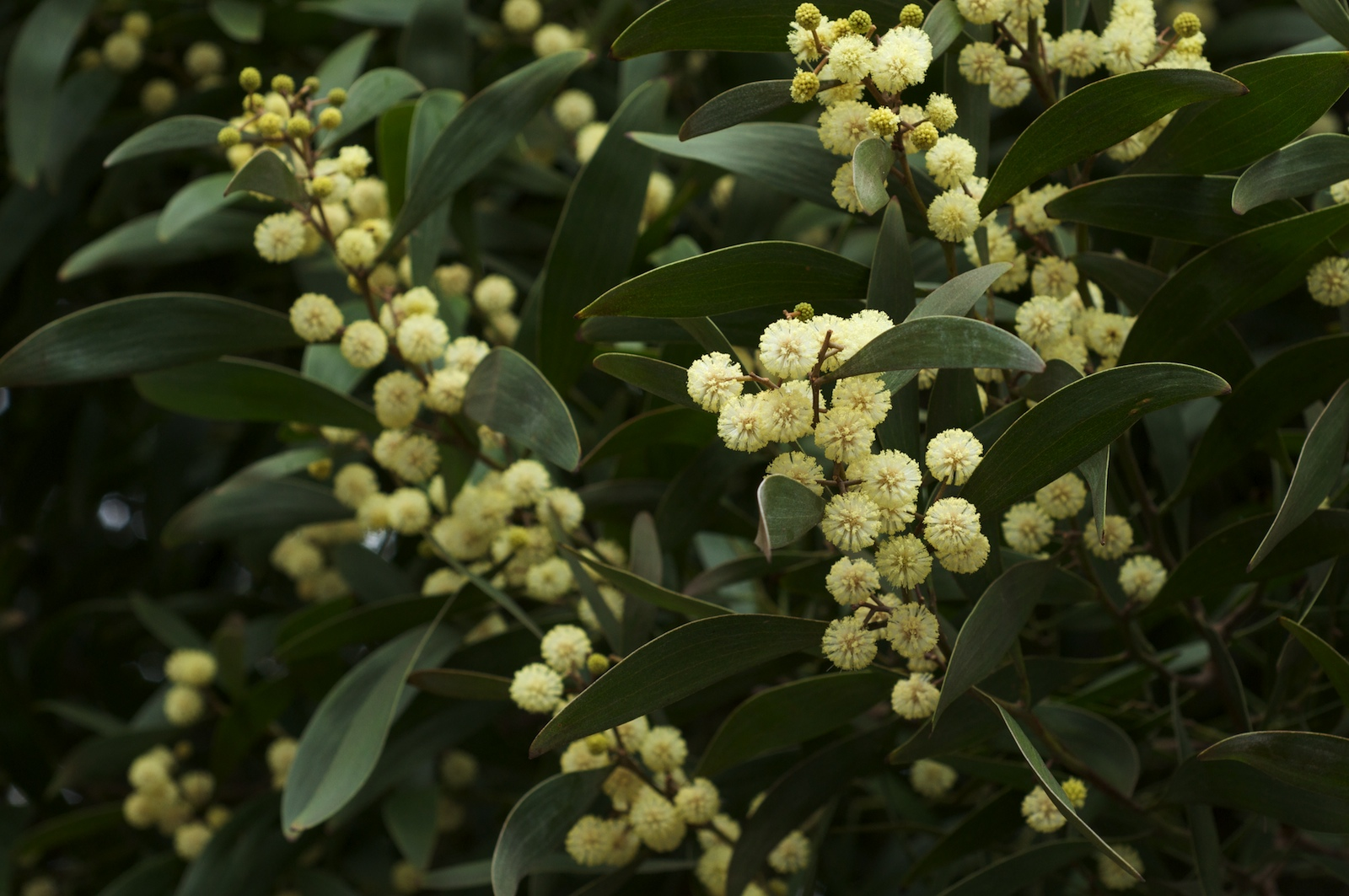
Australische Schwarzakazie (Acacia melannoxylon)

## Fauna
Die vielfältige Tierwelt im Organ-Pipes-Nationalpark kann man im Auwald, im Schichtstufenland und im Grasland beobachten. Die Fauna umfasst Vögel, Säugetiere wie das graue Riesenkänguru und das Sumpfwallaby, Reptilien wie die Langhalsschildkröte, die Bartagame und die rotbäuchige Schwarzotter sowie Ameisenigel. Durch das Wiederanpflanzungsprogramm der Parkverwaltung konnten sich auch verschiedene Tierarten wieder vermehren. Eine 1988 im Organ-Pipes-Nationalpark vom Arthur Rylah Institute for Environmental Research durchgeführte Beobachtung der Säugetiere ergab, dass Fledermäuse das am meisten diversifizierte Vorkommen an einheimischen Säugetiere darstellt.
Es gab ein sehr erfolgreiches, 20 Jahre dauerndes Nistkastenprogramm für Fledermäuse. Vogelarten wie der Keilschwanzadler vermehren sich ebenfalls. Der Knurrende Grasfrosch und viele einheimische Fischarten wie die Berggalaxie tauchten wieder auf. Der Kurzkopfgleitbeutler, der bis 1916 in diesem Gebiet lebte, wurde 1989 aus Toolern Vale wieder in den Park ausgesetzt. Dies war eines von vielen Projekten der Friends of the Organ Pipes National Park. Insgesamt hat die Parkverwaltung 15 einheimische Säugetierarten, 88 Vogelarten, 13 Reptilienarten und sechs Amphibienarten gezählt.

## Bewirtschaftungsplan
Ein Bewirtschaftungsplan wurde 1996 vom Conservation an Management of Parks, Victoria unter Sektion 17 des Nationalparkgesetzes 1975 (Vic.) genehmigt, nach dem die Natur erhalten, der Öffentlichkeit in großem Umfang Zugang zu den Natur- und Kulturdenkmälern der Nationalparks ermöglicht werden und der Tourismus gefördert werden soll. In der Folge wurde der Park in Verwaltungszonen aufgeteilt, die einen geographischen Kontext erlauben, um den Park zu bewirtschaften, um den besonderen Bedürfnisse der einzelnen Zonen entsprechende Maßnahmen umzusetzen, um sich entgegenstehende Aktivitäten zu vermeiden und um gelegentlich den erreichten Fortschritt überprüfen zu können. Zu den beschlossenen Maßnahmen, die aus einem zerstörten Ökosystem ein nahezu natürliches machen sollen, gehören die Eindämmung von Unkraut mit mechanischen und chemischen Mitteln einschließlich des gelegentlichen Abbrennens, das Jäten schädlichen Unkrauts, die Kontrolle des Ungeziefers, die Überprüfung der Größe der Kaninchenpopulation und die Pflege zerstörten Landes durch größere Wiederanpflanzungsprogramme mit Erosionskontrolle, Unterhaltung von Samenbanken und Aufzuchtstationen.
Ein Informationszentrum, das von der Parkverwaltung unterhalten wird, bietet Informationen über die Gesteinsschichten im Park, die Aborigines, die in der Nähe lebten, frühe europäische Siedlungen, das Wiederanpflanzungsprojekt des einst versteppten Parks und die Rolle des Parks im Nationalparksystem bei der Erhaltung der Ökologie in der Gegend.

## Sehenswürdigkeiten
Mit den Organ Pipes, dem Tessellated Pavement, dem Rosette Rock und vielen anderen Sehenswürdigkeiten ist der Park ein Anziehungspunkt für Touristen. Es gibt ein Besucherzentrum und einen Picknickplatz beim Parkplatz, ebenso wie kurze Wanderwege über einen ziemlich steilen Hang hinunter zum Jackson Creek und den Felsen.
Der Park liegt in der Anflugschneise des Flughafens Melbourne und in der Nachbarschaft des Calder Park Raceways, sodass Lärm von Flugzeugen und Rennwagen den Besuch beeinträchtigen können. Die Vögel und anderen Tiere werden dadurch nicht gestört, und bei einem frühmorgendlichen oder abendlichen Besuch kann man Sumpfwallabys und graue Riesenkängurus beobachten.